# 飛龍高等学校
飛龍高等学校（ひりゅうこうとうがっこう）は、静岡県沼津市東熊堂にある私立の高等学校。男女共学。学校法人沼津学園が運営している。

## 概要
- 校訓 - 『工夫しつゝ、悦び生活する』
- 校章 - 「菊の葉」。1942年、同校創立にあたって、初代校長兼理事長・青木信而は「正義と真理」を愛し、個人の人格を尊重し勤労と責任を重んずる高潔なる品性に充ちた良き社会人を育成せんことを深く心に期し、その理想の象徴たる「菊の葉」を校章に定めたことがその由来である。
- 毎年10月下旬に行われる文化祭は「いひぎり祭」と呼ばれている。名前の由来はとなったのはイイギリの木で、青木初代校長が貞明皇后より下賜され、校庭に植えてから同校の象徴となったもの。

## 沿革
- 1942年
  - 3月 - 財団法人沼津学園、沼津学園高等女学校設立認可
  - 4月1日 - 沼津学園高等女学校開校
- 1946年4月 - 沼津学園中学校を併設
- 1948年
  - 4月1日 - 沼津学園高等女学校から沼津学園高等学校となる
  - 4月 - 男子部を設置
- 1950年6月 - 財団法人沼津学園を学校法人沼津学園に組織変更認可
- 1958年4月 - 商業科設置
- 1965年4月 - 女子部において商業科・家庭科を廃し、食物科・被服科を設置
- 1968年4月 - 男子部に食物科を設置
- 1969年4月 - 自動車工業科設置
- 1970年
  - 4月 - 沼津学園中学校廃止申請
  - 7月 - 沼津学園中学校廃止許可
- 1982年
  - 4月 - 男子部と女子部を合併。普通科進学コースを編成
  - 12月 - 昼間定時制を廃止
- 1986年4月 - 普通科体育コースを編成
- 1987年4月 - 商業科情報処理コースを編成
- 1989年4月 - 不二ヶ嶺寮竣工
- 1990年4月 - 学校法人沼津学園研修センターいひぎり荘を開設
- 1992年
  - 10月26日・27日 - 総合文化祭「いひぎり祭」開催
  - 11月7日 - 学校法人沼津学園創立50周年記念式典挙行
- 1999年4月 - 三島スクール（生活文化コース）新設
- 2003年4月 - 飛龍高等学校と改称
- 2005年4月 - 普通科の体育コースを総合スポーツに改称、体育クラスと健康福祉クラス新設。
- 2007年4月 - 体育進学・体育・生涯スポーツ・健康福祉クラスを総合スポーツコースに編成。
- 2018年2月 - 免許を持たない公民教諭2人に授業をさせたと県私学振興課へ報告、発覚した。
- 2018年3月 - 井出啓之 校長辞任
- 2018年4月 - 坂根英夫学長 校長着任

## 特色
- 1989年4月、県内東部の男女共学高等学校において最初に学校敷地内に大規模な学生寮を併設した学校である。
- 1990年4月、同年度入学の女子生徒のみ制服が初めてブレザースタイル（1990年度-2001年度、コシノヒロコデザインによるオリジナル）に変更されたが、同年度入学の男子生徒の制服は旧デザインの黒色の“詰襟学ラン”スタイルのままで、ブレザースタイルには変更されなかった。そして翌1991年4月、1991年度入学の男子生徒の制服もブレザースタイルに変更された。
- 同校敷地内には、部活動所属の男子生徒のみが利用出来る、不二ヶ嶺寮という体育男子寮がある。主に、水泳部・レスリング部・男子ソフトボール部・野球部・男子バスケット部・相撲部・柔道部などに所属する男子生徒で、静岡県外に自宅のある生徒や、自宅が静岡県内であっても、毎日の通学が困難な距離にある生徒が寄宿し、共同生活を送っている。また、不二ヶ嶺寮以外にも野球部寮、女子寮がある。
- 1990年代までにおいては1学年に16〜21クラス存在した県内屈指のスポーツ王国であった。
- 文武両道でも有名で、その象徴の一つとして当時の男子生徒の必須科目として、剣道と柔道があり、それら2つの武道を選択ではなく両方とも受けることになっていた。
- 文化祭「いひぎり祭」は、創立50周年記念の1991年に限り、姉妹校の桐陽高等学校と別会場ではあるが同日合同で総合文化祭という形式で開催された。また、その際に行われたイベントの一つとして当時アイドル歌手であった西田ひかるを沼津学園高校へ、森口博子を桐陽高校へと招き、それぞれの校内の体育館内において在校生、教職員と小学生以下の児童を対象にした学園祭ライブを行った。
- 高橋陽一原作のボクシング漫画『CHIBI』（集英社刊）のモデル校でもある。
- テレビCMのロケ地として何度か使用されたことがあり、一色紗英出演・大塚製薬「ポカリスエット」告白篇（1994年）、河相我聞出演・ベネッセ「進研ゼミ」（1995年）の撮影などが行われた。
- 2002年4月、制服のモデル変更を行ったが、2003年度の校名変更に伴い、2006年4月に再びモデル変更。

## 教育理念
「人は生まれてきた以上、誰でも果たさなければならない天与の使命をもっている。人は誰でも、この使命を自信と栄光をもって果たす責任がある。」という考えに立ち、自らの持つ可能性を信じ、自分に目覚め、自己価値創造のために努力させることを本校の教育の基本とする。（HPより引用）

## 教育目標
文武両道の実践 「武により文は支えられ、文により武は高められる」を目標に掲げ、文と武を一体にした育成を掲げることで生徒の品性と徳を高める。 
基本的生活態度の確立 　躾を大切にし、心身を鍛え、「挨拶」を基本とした豊かな人間性の育成に努める。 
希望進路の実現 　自ら学び・考える力を養い、将来を見据えての進学・就職指導の実現を図る。 
産業界に対応できる人材育成 　各種の資格取得を目指し、国際化が進む現代社会に対応できる基礎能力を高める。（HPより引用）

## 生活信条
「時を守り、礼を正しく、人間力を高める」「挨拶が日本一の学校にする」を呼び掛けスローガンに掲げて、基本的な生活習慣を確立し、人間として生きる上で必要な礼儀作法や身だしなみを身につけ、人間資質の向上を目指す。（HPより引用）

## 運営法人
- 学校法人沼津学園

歴代理事長
初代 - 青木信而
2代目 - 是村ミヤ
3代目 - 是村恵三
4代目 - 杉山憲夫
5代目 - 杉山盛雄（現在）

## 学科

### 沼津学園高校
普通科
- 特別進学コース - 1990年度より新設。
- 体育進学コース
- 普通進学コース - 1991年度より普通科内より新設・編成。進級に伴い、同科からの編入が可能だった。
- 普通コース - 1992年度入学生徒より男女混合クラスも編成された。

商業科
- 情報処理コース - 1991年度より普通科情報処理コースに移行。
- 商業コース - 1991年度入学生徒より新設された。

自動車工業科

### 飛龍高校
普通科【2020年度まで】
- 進学セレクトコース
- 総合スポーツコース

体育進学
体育
生涯スポーツ
- 健康福祉コース
- 総合進路コース
- 食文化コース
- 情報コース
- 生活文化コース（三島スクール）

自動車工業科
普通科【2021年度から】
- 総合スポーツコース
- 未来クエストコース
- フードクリエイターコース
- 生活文化コース（三島スクール）
- 自動車工業科

## 部活動

### 沼津学園高校
飛龍高校は沼津学園高校時代から、大学進学にスポーツ推薦を積極的に取り入れている。
- 運動部（同好会含む）

硬式野球部、水泳部、レスリング部、ボクシング部、男子ソフトボール部、女子ソフトボール部、相撲部、柔道部、剣道部、男子バスケット部、女子バスケット部、男子バレーボール部、女子バレーボール部、陸上競技部、サッカー部、テニス部、空手道部、合気道部、居合道部、ワンダーフォーゲル部、サイクリング部、スキー同好会
- 文化部（同好会等含む）

ブラスバンド部、茶道部、書道部、演劇部、情報処理部、自動車部、科学部、模型部、イラストレーション部、美術部、写真部、囲碁・将棋部、郷土研究部、生活研究会、図書委員会
- 大会出場実績

高校総体 -
水泳部、ボクシング部、レスリング部、男子ソフトボール部、女子ソフトボール部、柔道部、空手道部、ウェイトリフティング部、バドミントン部
全国高等学校選抜大会 -
水泳部、ボクシング部、レスリング部、男子ソフトボール部、柔道部、ウェイトリフティング部、バドミントン部、男子バスケット部、相撲部、空手道部、漕艇部
国体 -
男子バスケット部、射撃部

### 飛龍高校
- 運動部（委員会含む）

野球部、レスリング部、水泳部、男子ソフトボール部、男子バスケット部、サッカー部、柔道部、相撲部、ボクシング部、剣道部、女子ソフトボール部、テニス部、陸上部、フェンシング部、空手道部、女子バスケット部、男子バレーボール部、女子バレーボール部、ワンダーフォーゲル部、卓球部、応援部（委員会）、合気道
- 文化部

自動車部、吹奏楽部、茶道部、情報処理部、イラストレーション部、大正琴部、和太鼓部　写真部、模型部、ドラマクラブ、美術部、放送部、科学部、書道部
- 同好会

ライフカルチャー、スキー、ＹＯＳＡＫＯＩ
- 大会出場実績
  - 男子バスケットボール部

高校総体 - 過去18回出場
全国高等学校選抜大会 - 過去9回出場
相撲部
全国高校総体出場
国民体育大会出場
春季全国選抜高知大会
団体優勝

## 不祥事

### 野球部監督やコーチらによる体罰
2022年5月20日、野球部において、鈴木久監督ら指導者3人が複数の部員に体罰を加えていたことが報道された。学校側の調査に、いずれも関与を認め「申し訳なかった」と謝罪したという。同校は、県高野連や県私学振興課に報告した。体罰を加えたのは監督のほか40代の男性コーチと副部長を務める20代の男性教員。被害を受けた部員から相談を受け、学校が今月11日、全部員にアンケートを実施。昨年5月以降、頬を平手打ちする暴行や、練習への参加を拒むような暴言など複数の生徒に対する計7件の被害が判明した。体罰は、部員を蹴ったり、平手打ちしたり、至近距離からノックして素手で受けさせたり、練習から外した部員の太ももを蹴ったりする体罰のほか、差別的なあだ名で呼ぶこともあった。ケガで休んでいた3年生の部員が実戦練習に復帰する際、監督が「お前は練習に参加しなくていい。あっち行ってろ」と練習から追い出す暴言をした。部員は理由が分からずに学年主任に相談して発覚した。齊藤浩幸副校長はマスコミ取材に対し、「生徒や保護者に精神的、肉体的な苦痛を感じさせた責任を感じています。二度とこうしたことを起こさないように指導体制を構築していきます」と発言した。2022年6月17日、日本学生野球協会は審査室会議を開き、鈴木久監督と40代の副部長を7月12日までの謹慎2カ月、20代の副部長を9月12日までの謹慎4カ月とした。

### 野球部費の私的流用
野球部の会計責任者の30代教諭が部費を私的に流用していたことが分かり、教諭は懲戒解雇処分となった。学校側は私的流用を認めている。部費を私的に流用したのは、野球部ではない立場で部費を管理していた会計責任者の男性教諭で、流用した額はおよそ150万円。今年4月に野球部の通帳を確認した際、残高が700円ほどしかないことが分かり、学校側が問い詰めたところ、男性教諭は私的流用を認めた。流用したのは、2020年度、21年度の2年間の部費で会計報告がなく、この間に着服していたとみられる。「パチスロに充てた」と説明している。

## 所在地
- 飛龍高等学校

静岡県沼津市東熊堂491
北緯35度6分58.5秒 東経138度52分3.1秒 / 北緯35.116250度 東経138.867528度
- 飛龍高等学校 三島スクール（普通科生活文化コースのみ）

静岡県三島市玉川242-1
北緯35度6分34.2秒 東経138度54分54.1秒 / 北緯35.109500度 東経138.915028度

## 著名な出身者

### 野球
- 杉山直樹 （元プロ野球選手）
- 杉山賢人 （元プロ野球選手）
- 平井克典 （プロ野球選手）
- 比屋根彰人 （元プロ野球選手）
- 大盛穂 （プロ野球選手）
- 佐藤蓮 （プロ野球選手）
- 深谷力 （プロ野球選手）
- 山田門 （プロ野球選手）

### サッカー
- 渡邊圭二 （元サッカー選手）
- 澤上竜二 （サッカー選手）
- 後藤虹介 （サッカー選手）
- 曽根田盛将 （フットサル選手）

### バスケット
- 高原純平 （プロバスケットボール選手）
- 青島心 （プロバスケットボール選手）
- 大石慎之介 （プロバスケットボール選手）
- 種市幸祐（プロバスケットボール選手）

### 相撲
- 駿河司章洋 （元大相撲力士）
- 磋牙司洋之 （元大相撲力士）
- 栃飛龍幸也 （元大相撲力士）
- 翠富士一成 （大相撲力士）
- 熱海富士朔太郎 （大相撲力士）
- 大青山大介 （大相撲力士）
- 栃幸大英樹 （大相撲力士）
- 颯富士元揮 （元大相撲力士）
- 富士の山優斗 （大相撲力士）

### ボクシング
- 渡辺雄二 （元ボクサー）
- 山口裕司 （元ボクサー）
- 原隆二 （ボクサー）
- 木村天汰郎（ボクサー）
- 木村蓮太朗（ボクサー）
- 大木彪楽（ボクサー）

### 格闘技
- 松永共広 （レスリング選手）
- 大村昌弘 （柔道選手）
- 芹澤健市 （元総合格闘家）
- 佐々木憂流迦 （総合格闘家）
- Daisuke®︎ （プロレスラー）

### その他スポーツ
- 村上佳宏 （近代五種競技選手）
- 松本弥生 （競泳選手）
- 伊代野貴照 （競輪選手）

### 芸能
- ガダルカナル・タカ （タレント・お笑い芸人）
- 岡本真来 （ミュージシャン）

## 施設
- 本館
- 新館
- チャレンジ棟（3F-5Fは屋内プール）
- 第一自動車実習場
- 第二自動車実習場
- 総合体育館
- 第二体育館
- ボクシング場
- 相撲場
- 不二ヶ嶺寮
- いひぎり荘

## その他
- 校名の由来は韓非子の「飛龍乗雲」から取ったもので、「生徒が龍のように時に乗じて可能性を発揮してほしい」という願いが込められている。
- 三島スクールは母体となる沼津校と分離されており、卒業式は合同で行われるがそれ以外は相互の交流はほとんどない。